# Oxynoemacheilus brandtii
Oxynoemacheilus brandtii es una especie de peces de la familia Balitoridae en el orden de los Cypriniformes.

## Morfología
• Los machos pueden llegar alcanzar los 6,6 cm de longitud total.

## Distribución geográfica
Se encuentra en Armenia, Azerbaiyán, Turquía e Irán.

## Hábitat
Es un pez de agua dulce.